# Aromobates alboguttatus
Aromobates alboguttatus (Boulenger, 1903) è un anfibio anuro, appartenente alla famiglia degli Aromobatidi.

## Distribuzione e habitat
È endemica della Cordillère de Mérida in Venezuela. Si trova tra i 1600 e i 3090 metri di altitudine negli stati di Mérida e Táchira.

## Tassonomia
Aromobates inflexus è stato posto come sinonimo di questa specie da Frost (1985), ma è stato ripreso in Myers, Paolillo e Daly (1991) e La Marca (1997). Sebbene ufficialmente ancora nella sinonimia di A. alboguttatus, A. inflexus potrebbe rivelarsi una specie distinta.